# Brown megye (Nebraska)
Brown megye az Amerikai Egyesült Államokban, azon belül Nebraska államban található. Megyeszékhelye és legnagyobb városa Ainsworth. Lakosainak száma 2903 fő (2020. április 1.). Brown megye Keya Paha, Cherry, Loup, Blaine és Rock megyékkel határos.

## Népesség
A megye népességének változása:
| Lakosok száma | 3144 | 3076 | 3016 | 2926 | 2946 | 2903 |
|               | 2010 | 2011 | 2012 | 2013 | 2015 | 2020 |